# Tomas Behrend
Tomas Behrend (Porto Alegre, Brasil, 12 de diciembre de 1974) es un tenista alemán. No ha ganado títulos de ATP, ya sea en individuales o en dobles, sin embargo ha llegado a la final del torneo de Costa do Sauipe en dobles. Su mayor ranking en singles ha sido 74.º en octubre de 2005 mientras que en dobles fue 73.º en enero de 2007. Ha jugado un partido para Alemania en la Copa Davis.

## Torneos ATP

### Individuales

#### Clasificación en torneos del Grand Slam
| Torneo               | 2008 | 2007 | 2006 | 2005 | 2004 | 2003 | 2002 | 2001 | 2000 | Títulos |
| -------------------- | ---- | ---- | ---- | ---- | ---- | ---- | ---- | ---- | ---- | ------- |
| Abierto de Australia | —    | —    | 1r   | —    | 1r   | —    | 1r   | 1r   | 2r   | 0       |
| Roland Garros        | —    | —    | —    | 2r   | —    | 1r   | 1r   | 1r   | 1r   | 0       |
| Wimbledon            | —    | —    | —    | 1r   | —    | 1r   | —    | —    | —    | 0       |
| US Open              | —    | —    | —    | 1r   | —    | 1r   | —    | —    | —    | 0       |
| Tennis Masters Cup   | —    | —    | —    | —    | —    | —    | —    | —    | —    | 0       |

### Dobles

#### Finalista en Dobles
- 2004:
  - ATP de Costa do Sauipe junto a Leoš Friedl pierden ante Mariusz Fyrstenberg y Marcin Matkowski por 2-6 2-6 sobre tierra batida.
- 2007:
  - Torneo de Kitzbühel junto a Christopher Kas pierden ante Luis Horna y Potito Starace por 4-6 2-6 sobre cancha dura indoors.
  - Torneo de Viena junto a Christopher Kas pierden ante Mariusz Fyrstenberg y Marcin Matkowski por 4-6 2-6 sobre cancha dura indoors.

#### Clasificación en torneos del Grand Slam
| Torneo               | 2008 | 2007 | 2006 | 2005 | 2004 | 2003 | Títulos |
| -------------------- | ---- | ---- | ---- | ---- | ---- | ---- | ------- |
| Abierto de Australia | —    | 1r   | 1r   | —    | —    | —    | 0       |
| Roland Garros        | 1r   | 1r   | —    | —    | —    | —    | 0       |
| Wimbledon            | —    | 2r   | —    | —    | —    | —    | 0       |
| US Open              | —    | 1r   | —    | —    | —    | 1r   | 0       |
| Tennis Masters Cup   | —    | —    | —    | —    | —    | —    | 0       |

## Torneos Challenger

### Individuales

#### Títulos
| Leyenda                |
| Grand Slam (0)         |
| Tennis Masters Cup (0) |
| ATP Masters Series (0) |
| ATP Tour (0)           |
| Challengers (7)        |

| N.º | Fecha                   | Torneo       | Superficie    | Oponente en la final | Resultado      |
| --- | ----------------------- | ------------ | ------------- | -------------------- | -------------- |
| 1.  | 7 de septiembre de 1998 | Budva        | Tierra batida | Fredrik Jonsson      | 3-6 6-3 6-2    |
| 2.  | 9 de septiembre de 2002 | Sofía        | Tierra batida | Werner Eschauer      | 6-0 6-3        |
| 3.  | 7 de abril de 2003      | San Remo     | Tierra batida | Werner Eschauer      | 6-4 6-2        |
| 4.  | 9 de junio de 2003      | Weiden       | Tierra batida | Björn Phau           | 2-6 6-4 6-1    |
| 5.  | 29 de noviembre de 2004 | Isla de Kish | Tierra batida | Mathieu Montcourt    | 7-6(3) 6-1     |
| 6.  | 24 de enero de 2005     | Santiago     | Tierra batida | Adrián García        | 7-6(3) 4-6 6-2 |
| 7.  | 11 de abril de 2005     | Olbia        | Tierra batida | Alessio di Mauro     | 6-1 4-6 7-5    |

#### Finalista
- 1998:
  - Challenger de Skopie pierde ante Jordi Más por 3-6 4-6 sobre tierra batida.
- 1999:
  - Challenger de Eisenach pierde ante Juan Albert Viloca por 6-7 4-6 sobre tierra batida.
- 2000:
  - Challenger de São Paulo pierde ante Guillermo Coria por 5-7 1-6 sobre tierra batida.
- 2002:
  - Challenger de Banja Luka pierde ante Werner Eschauer sobre tierra batida.
- 2004:
  - Challenger de Barletta pierde ante Nicolás Almagro por 5-7 2-6 sobre tierra batida.
  - Challenger de Dubrovnik pierde ante Edgardo Massa por 3-6 6-7(3) sobre tierra batida.
- 2005:
  - Challenger de Ho Chi Minh pierde ante Yeu Tzuoo Wang por 3-6 6-7(4) sobre superficie dura.